# 抗日山
抗日山原名马鞍山，位于中国江苏省连云港市赣榆县西部苏鲁两省交界处，主峰海拔173米。1941年至1944年，八路军一一五师教导二旅及滨海军区的广大军民曾经四次兴工为死难烈士树碑建塔，抗日山由此而得名。